# ایندری (نروژ)
ایندرِی (نروژی: Inderøy) یک شهرداری در نروژ است که در نورد تروندلاگ واقع شده‌است.
ایندری ۳۶۵٫۶۷ کیلومتر مربع مساحت و ۶٬۸۰۰ نفر جمعیت دارد.